# U Vulpeculae
Désignations
U Vulpeculae (en abrégé U Vul) est une étoile variable de la constellation du Petit Renard. C'est une variable céphéide classique dont la magnitude apparente varie entre 6,73 et 7,54 sur une période de 7,9 jours. Sa nature variable fut découverte en 1898 à l'observatoire de Potsdam par Gustav Müller et Paul Kempf. En 1991 une étude des vitesses radiales montra que c'était une binaire spectroscopique avec une période orbitale de 2 510 jours (6,9 ans) calculée en 1996,.